# 伊丽莎白·米歇勒-琼斯
伊丽莎白·米歇勒-琼斯（德語：Elisabeth Micheler-Jones，1966年4月30日—），德国女子皮划艇运动员。她曾代表德国参加1992年和1996年夏季奥林匹克运动会皮划艇比赛，其中1992年奥运会获得一枚金牌。